# ホワッツ・ニュー (曲)
「ホワッツ・ニュー」(What's New?) は、ボブ・ハガートが作曲し、ジョニー・バークが作詞した、ポピュラー音楽の楽曲。元々は「アイム・フリー (I'm Free)」と題されたハガートによるインストゥルメンタル曲として1938年に発表されたが、当時のハガートはボブ・クロスビーの楽団の一員であった。旋律は、トランペットのソロとして書かれており、楽団の仲間であったビリー・バタフライの手腕を披露する意図があった。クロスビー楽団は、「アイム・フリー」が書き上げられた当日に、この曲の録音をおこなった。
翌年、音楽出版社の注文を受けたジョニー・バークが、この曲に歌詞を載せた。バークによるこのトーチソングの語り方がユニークなのは、かつて恋人であったふたりが再会した場面での取り留めもない会話の片方、女性の側の言葉だけを繋げているところにある。女性が「What's New ?（最近何かあった?）」と問いかけることから始まる歌詞が3連続けられ、その後に置かれた「Adieu（アデュー＝フランス語の＜さよなら＞）」で始まる連で未練の思いを語る。
こうしてこの楽曲は、歌い出しの歌詞から「ホワッツ・ニュー」と改題された。ボブ・クロスビー楽団は、ボーカリストにテディ・グレイスを起用して、新しい曲名で1939年にこの歌を録音した。この歌は、チャートで最高10位まで上昇した。
ビング・クロスビーは、ジョン・スコット・トロッターと彼の楽団とともに、1939年6月30日にこの曲を録音し、このバージョンはこの曲最大のヒットとなって10週間チャートにとどまり、最高2位まで上昇した。その他、1939年のうちに発表された「ホワッツ・ニュー」で人気があったものには、ボーカリストにナン・ウィンを迎えたハル・ケンプと彼の楽団のチャートで最高11位となっバージョンや、ボーカリストにルイーズ・トービンを迎えたベニー・グッドマンと彼の楽団の最高7位となっバージョンなどがあった。デクスター・ゴードンは、1950年代から1960年代にかけて、この曲を定番のレパートリーとしていた。
1990年代には、ハガート作曲の「My Inspiration」にも歌詞を載せたキャサリン・オブライエン (Catherine O'Brien) によって、この曲は「アイム・フリー」として新たな歌詞が載せられた。オブライエンのバージョンは、1996年に、元々のタイトルである「アイム・フリー」として発表された。
「ホワッツ・ニュー」は、リンダ・ロンシュタットがネルソン・リドルと彼の楽団と組んで制作した3枚のアルバムの一つで、トリプル・プラチナとなった1983年のアルバム『ホワッツ・ニュー』のタイトル曲となった。彼女の熱のこもったバージョンは、アルバムからの最初のシングルとしてリリースされ、『キャッシュボックス』誌のチャートのトップ40に入り、『ビルボード』誌のBillboard Hot 100 では最高53位まで上昇した。アダルト・コンテンポラリーのラジオでは、さらに強く支持され、数週間にわたってトップ5に入っていた。

## 主な録音（収録アルバム）
- ボブ・クロスビー : "I'm Free" (1938年) ※シングル[3]
- ヘレン・メリル : 『ヘレン・メリル・ウィズ・クリフォード・ブラウン』 - Helen Merrill (1954年)[3]
- ビリー・ホリデイ : 『ヴェルヴェット・ムード』 - Velvet Mood (1956年)[3]
- フランク・シナトラ : 『オンリー・ザ・ロンリー』 - Frank Sinatra Sings for Only the Lonely (1958年)
- ジョン・コルトレーン : 『バラード』 - Ballads (1963年)[3]
- デクスター・ゴードン : Our Man in Amsterdam (1969年)[3]
- ラリー・コリエル : Cedars of Avalon (2002年)[4]

### この曲をタイトル曲とする主なアルバム
- ソニー・スティット : 『ホワッツ・ニュー』 - What's New!!! (1966年)
- ビル・エヴァンス : 『ホワッツ・ニュー』 - What's New? (1969年)
- リンダ・ロンシュタット : 『ホワッツ・ニュー』 - What's New? (1983年)